# Diamesa tonsa
Diamesa tonsa är en tvåvingeart som först beskrevs av Walker 1856.  Diamesa tonsa ingår i släktet Diamesa och familjen fjädermyggor. Arten är reproducerande i Sverige. Inga underarter finns listade i Catalogue of Life.